# Penelope Maddy

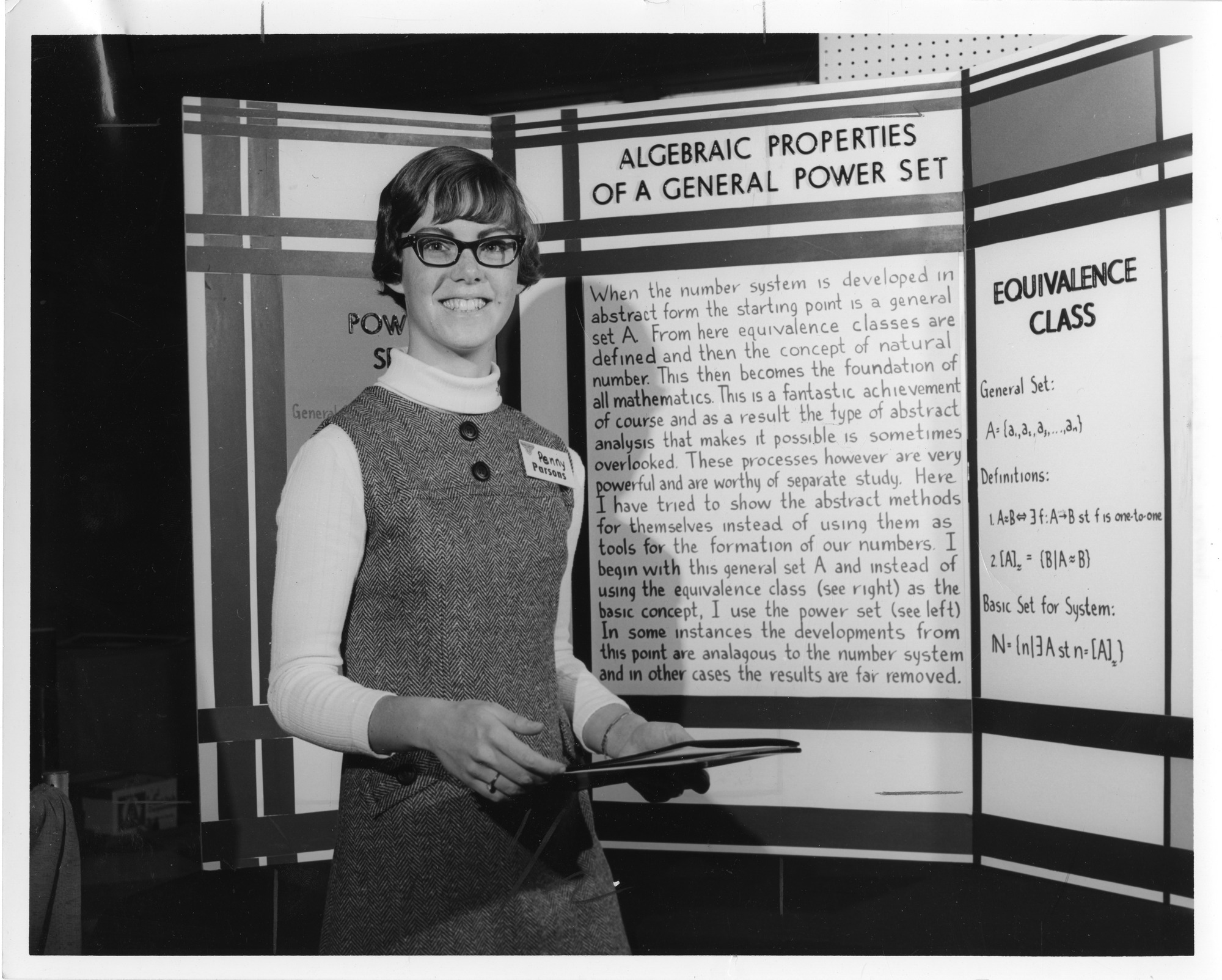
Penelope Maddy (1968)

Penelope Jo Maddy (* 4. Juli 1950 in Tulsa, Oklahoma) ist eine US-amerikanische Logikerin und Wissenschaftsphilosophin, die sich insbesondere mit Philosophie der Mathematik beschäftigt.

## Leben
Maddy ging in San Diego zur Schule und war 1968 Finalistin im Westinghouse Wissenschaftswettbewerb für Schüler. Sie studierte ab 1968 Mathematik an der University of California, Berkeley (Bachelorabschluss 1972) und ab 1974 an der Princeton University, wo sie 1979 in Philosophie promovierte (Set theoretical Realism). Danach lehrte sie an der University of Notre Dame (Lecturer, ab 1979 Assistant Professor) und war ab 1983 Associate Professor für Philosophie an der University of Chicago. Seit 1987 war sie Associate Professor und ab 1979 Professorin für Philosophie (ab 1989 gleichzeitig für Mathematik) an der University of California, Irvine. Ab 1998 wechselte sie auf den Lehrstuhl für Logik und Wissenschaftsphilosophie und ist außerdem Mathematikprofessorin.
Maddy ist bekannt für wichtige Beiträge zur Philosophie der Mathematik. Seit den 1970er-Jahren war sie an Diskussionen um Thesen von Solomon Feferman über die Rolle von Axiomen in der Mathematik beteiligt.

## Wirken
In Realism in Mathematics verteidigt sie den Platonismus von Kurt Gödel, der eine unabhängige Existenz mathematischer Objekte annahm, was sich zum Beispiel in seiner Suche nach neuen Axiomen der Mengenlehre ausdrückte, die es ermöglichen Aussagen wie die Kontinuumshypothese zu beweisen (als Beispiel benutzt Maddy in dem Buch das Konstruktibilitätsaxiom von Gödel). Sie sieht die Begründung für diesen „Realismus“ allerdings etwas anders als Gödel und erkennt insbesondere den Objekten der Mengenlehre konkrete Existenz zu. Sie greift dabei auf neuere Erkenntnisse der Entwicklungspsychologie und Kognitionswissenschaft zurück. In Naturalism in Mathematics nimmt sie einen etwas geänderten Standpunkt ein, von ihr als Naturalismus bezeichnet. Ideen von Willard van Orman Quine, Gödel und Ludwig Wittgenstein aufgreifend argumentiert sie, dass man bei philosophischer Betrachtung der Mathematik vor allem Anwendungen in der Mathematik selbst und nicht außerhalb, wie in der Philosophie und den Naturwissenschaften, im Auge haben sollte. Die Gültigkeit von Axiomen ist nach Maddy demnach nach praktischen Gesichtspunkten in der Mathematik zu beurteilen.
Im Jahr 1998 wurde Maddy in die American Academy of Arts and Sciences gewählt. Für ihr Buch Naturalism in Mathematics erhielt sie 2002 den Lakatos Award. 2006 hielt sie die Gauß-Vorlesung der Deutschen Mathematiker-Vereinigung in  Dresden. Seit 2007 ist sie Präsidentin der Association for Symbolic Logic, deren Vizepräsidentin sie 2001 bis 2004 war.

## Schriften
- Believing the Axioms. I. In: Journal of Symbolic Logic. Band 53, Nr. 2, 1988, S. 481–511, JSTOR:2274520; (Teil) II. Nr. 3, 1988, S. 736–764, JSTOR:2274569.
- Realism in Mathematics. Clarendon Press u. a., Oxford u. a. 1990, ISBN 0-19-824452-5.
- Naturalism in Mathematics. Clarendon Press, Oxford u. a. 1997, ISBN 0-19-823573-9.
- Second Philosophy. A naturalistic method. Oxford University Press, Oxford u. a. 2007, ISBN 978-0-19-927366-9.